# Xã Silver, Quận Cherokee, Iowa
Xã Silver (tiếng Anh: Silver Township) là một xã thuộc quận Cherokee, tiểu bang Iowa, Hoa Kỳ. Năm 2010, dân số của xã này là 204 người.